# Stephan Kimmig
Stephan Kimmig (* 1. März 1959 in Stuttgart) ist ein deutscher Theaterregisseur.

## Leben
Kimmig studierte von 1981 bis 1984 Schauspiel an der Neuen Münchner Schauspielschule. Nach dem Studium assistierte er am Schillertheater Berlin. Von 1988 bis 1996 inszenierte er in Belgien und in den Niederlanden. 1991 engagierte ihn der Intendant der Städtischen Bühnen Freiburg Friedrich Schirmer erstmals wieder in Deutschland. Von 1996 bis 1998 war er Hausregisseur am Theater Heidelberg. Von 1998 bis 2000 folgte er dem Intendanten Friedrich Schirmer als Hausregisseur ans Staatstheater Stuttgart. Er inszenierte unter anderem am Deutschen Theater Berlin, am Schauspiel Frankfurt, am Deutschen Schauspielhaus Hamburg, am Thalia Theater Hamburg, an der Bayerischen Staatsoper München, an den Münchner Kammerspielen und am Burgtheater Wien.
Kimmig erhielt zahlreiche Auszeichnungen. 2002, 2003, 2008 und 2010 wurde er zum Berliner Theatertreffen eingeladen. 2004 erhielt er den Wiener Theaterpreis NESTROY. 2007 wurde er mit dem Rolf-Mares-Preis ausgezeichnet. 2007 und 2011 erhielt er den Deutschen Theaterpreis DER FAUST. 2008 wurde er zusammen mit seiner Ehefrau und Bühnenbildnerin Katja Haß mit dem 3sat-Innovationspreis ausgezeichnet.
Seit 2009 ist Kimmig Hausregisseur am Deutschen Theater Berlin. Er ist Mitglied der Deutschen Akademie der Darstellenden Künste.

## Inszenierungen
- 1988 Die Möwe von Anton Tschechow, Eindhoven
- 1990 Lieber Fritz von Franz Xaver Kroetz, Maastricht
- 1991 Anna Livia Plurabelle von James Joyce, Theater Freiburg
- 1993 Penelope von James Joyce, Staatstheater Stuttgart
- 1994 Roberto Zucco von Bernard-Marie Koltès, Theater Oberhausen
- 1995 Eine Familientragödie … ein Theatertext, Fälschung wie sie ist, unverfälscht und Wer spricht meinen Gedanken … von Jan Fabre, Staatstheater Stuttgart
- 1995 Rückkehr in die Wüste von Bernard-Marie Koltès, Theater Heidelberg
- 1996 Die Schwärmer von Robert Musil, Städtische Bühnen Graz
- 1996 Seltsames Intermezzo von Eugene O’Neill, Theater Heidelberg
- 1996 Hotel Garni von Hubert Fichte, Staatstheater Stuttgart
- 1996 Die Reeperbahn-Girlies singen wieder von Stephan Kimmig, Theater Heidelberg
- 1997 Groß und Klein von Botho Strauß, Theater Heidelberg
- 1997 Leonce und Lena von Georg Büchner, Staatstheater Stuttgart
- 1998 Caligula von Albert Camus, Staatstheater Stuttgart
- 1999 Der Mann, der noch keiner Frau Blöße entdeckte von Moritz Rinke (Uraufführung), Staatstheater Stuttgart
- 2000 Republik Vineta von Moritz Rinke (Uraufführung), Thalia Theater Hamburg
- 2001 Celebration von Harold Pinter, Thalia Theater Hamburg
- 2001 Thyestes von Hugo Claus, Staatstheater Stuttgart (Einladung zum Berliner Theatertreffen 2002)
- 2002 Viel Lärm um nichts von William Shakespeare, Thalia Theater Hamburg
- 2002 Stella von Johann Wolfgang von Goethe, Deutsches Theater Berlin
- 2002 Nora von Henrik Ibsen, Thalia Theater Hamburg (Einladung zum Berliner Theatertreffen 2003)
- 2003 Das Fest von Thomas Vinterberg und Mogens Rukov, Thalia Theater Hamburg
- 2004 Das goldene Vlies von Franz Grillparzer, Burgtheater Wien
- 2004 Wolken ziehen vorüber von Aki Kaurismäki, Deutsches Theater Berlin
- 2004 Hedda Gabler von Henrik Ibsen, Thalia Theater Hamburg
- 2004 The New Electric Ballroom von Enda Walsh, Münchner Kammerspiele
- 2005 Der Bus von Lukas Bärfuss (Uraufführung), Thalia Theater Hamburg
- 2005 Penthesilea von Heinrich von Kleist, Thalia Theater Hamburg und Salzburger Festspiele
- 2005 Café Umberto von Moritz Rinke, Thalia Theater Hamburg
- 2005 Buddenbrooks nach Thomas Mann von John von Düffel, Thalia Theater Hamburg
- 2006 Torquato Tasso von Johann Wolfgang von Goethe, Burgtheater Wien
- 2006 Glaube Liebe Hoffnung von Ödön von Horváth, Münchner Kammerspiele
- 2007 Maria Stuart von Friedrich von Schiller, Thalia Theater Hamburg (Einladung zum Berliner Theatertreffen 2008)
- 2007 Die Beißfrequenz der Kettenhunde von Andreas Marber (Uraufführung), Thalia Theater Hamburg
- 2007 Mamma Medea von Tom Lanoye, Münchner Kammerspiele
- 2008 Endstation Sehnsucht von Tennessee Williams, Thalia Theater Hamburg
- 2008 Die Rosenkriege nach Heinrich VI. und Richard III. von William Shakespeare, Burgtheater Wien
- 2008 Kasimir und Karoline von Ödön von Horváth, Thalia Theater Hamburg
- 2008 Macbeth von William Shakespeare, Burgtheater Wien
- 2009 Liebe und Geld von Dennis Kelly, Thalia Theater Hamburg (Einladung zum Berliner Theatertreffen 2010)
- 2009 Amygdala von Lukas Bärfuss (Uraufführung), Thalia Theater Hamburg
- 2009 Öl von Lukas Bärfuss (Uraufführung), Deutsches Theater Berlin
- 2009 Don Giovanni von Wolfgang Amadeus Mozart, Bayerische Staatsoper München
- 2010 Kabale und Liebe von Friedrich von Schiller, Deutsches Theater Berlin
- 2010 Lulu von Frank Wedekind, Schauspiel Frankfurt
- 2010 Die Jüdin von Toledo von Franz Grillparzer, Burgtheater Wien
- 2010 Kinder der Sonne von Maxim Gorki, Deutsches Theater Berlin
- 2011 Liebelei von Arthur Schnitzler, Schauspiel Frankfurt
- 2011 Über Leben von Judith Herzberg, Deutsches Theater Berlin
- 2011 Der Fall der Götter von Luchino Visconti, Deutsches Schauspielhaus Hamburg
- 2011 Trauer muss Elektra tragen von Eugene O’Neill, Deutsches Theater Berlin
- 2011 Atropa. Die Rache des Friedens. Der Fall Troja von Tom Lanoye, Münchner Kammerspiele
- 2012 Der Kirschgarten von Anton Tschechow, Deutsches Theater Berlin
- 2012 Wastwater von Simon Stephens, Burgtheater Wien (Akademietheater)
- 2012 Ödipus Stadt nach Sophokles, Euripides und Aischylos, Deutsches Theater Berlin
- 2012 Ihre Version des Spiels von Yasmina Reza (Uraufführung), Deutsches Theater Berlin
- 2012 Stallerhof / 3 D von Franz Xaver Kroetz und Stephan Kaluza, Staatstheater Stuttgart
- 2012 räuber.schuldengenital von Ewald Palmetshofer (Uraufführung), Burgtheater Wien (Akademietheater)
- 2013 In Zeiten des abnehmenden Lichts von Eugen Ruge, Deutsches Theater Berlin
- 2013 Plattform von Michel Houellebecq, Münchner Kammerspiele
- 2013 Der Idiot von Fjodor Dostojewski, Schauspiel Frankfurt
- 2014 Liliom von Ferenc Molnár, Münchner Kammerspiele
- 2019 Platonowa nach Anton Tschechow, Schauspiel Hannover[3]
- 2020 Dance Nation von Clare Barron, Schauspiel Hannover[4]
- 2021 Die Träume der Abwesenden von Judith Herzberg, Residenztheater München[5]
- 2022 Volksfeind von Henrik Ibsen, Schauspiel Hannover[6]

## Auszeichnungen
- 2004: Wiener Theaterpreis NESTROY in der Kategorie Beste Regie für Das Goldene Vlies
- 2007: Rolf-Mares-Preis für Maria Stuart
- 2007: Deutscher Theaterpreis DER FAUST in der Kategorie Beste Regie Schauspiel für Maria Stuart
- 2008: 3sat-Preis für Maria Stuart
- 2011: Deutscher Theaterpreis DER FAUST in der Kategorie Beste Regie Schauspiel für Kinder der Sonne
- 2021: AZ-Stern des Jahres[7]